# Amjad Alsaboory
Amjad Alsaboory (en arabe : أمجد الصابوري) est un monteur et réalisateur australien, né à Bagdad, en Irak. Il a commencé sa carrière artistique en tant que réalisateur à l'âge de dix-huit ans chez Star TV. En plus de réaliser plusieurs films et séries à la télévision irakienne, il a réalisé des vidéoclips de nombreux chanteurs de vidéoclips pour des chanteurs arabes tels que Majid al-Muhandis, Robab, Hussam Al-Rassam, Hussein al-Salman, etc.,,,,